# 윈팩
윈팩(Winpac Inc.)은 대한민국의 반도체 패키징 및 테스트 기업이다. 본사는 경기도 용인시 처인구 백암면 청강가창로 50에 위치해 있으며 대표이사는 이한규이다. SK하이닉스의 디램 테스트 외주를 맡아서 한다.

## 사업
'서브스트레이트(Substrate)'와 서브스트레이트와 웨이퍼 다이(Wafer die)를 전기적으로 연결하기 위한 와이어(Gold wire) 등 원재료를 확보해 반도체 제조공정에서 패키징과 테스트 공정의 외주생산을 담당하는 OSAT(Outsourced Semiconductor Assembly and Test)사업을 영위한다

## 상장
2013년 3월 7일에 공모가 4,000원에 상장하였다.

## 유상증자
2024년에 주당 1003원에 550억 규모의 주주배정후 실권주 일반공모 방식 유상증자을 하였으며 그로 인해 주가가 크게 하락하였다

## 지배구조
시스템반도체 팹리스 기업인 어보브반도체가 티엘아이로부터 2021년 말에 390억원에 인수하여 현재 모기업이다

## 참고문헌
1. ↑  윈팩, 美엔비디아 세계최초 HBM3 공급..팩키징·테스트 SK와 협력 ‘강세’, 서울경제, 2022년 6월 9일
2. ↑  윈팩, AI반도체 점유율 90% 엔비디아 SK하이닉스 HBM 샘플 입고 요청↑, fn뉴스, 2023년 6월 14일
3. ↑  서하나, '적자 전환' 어보브반도체, M&A 양날의 검 됐나, 더벨, 2024년 2월 27일
4. ↑  김성민, 한국IR협의회 기업리서치센터 기술분석보고서-윈팩, 2023년 11월 9일[깨진 링크(과거 내용 찾기)]
5. ↑  박순엽, 윈팩, 550억원 규모 유상증자 결정, 이데일리, 2024년 2월 28일
6. ↑  성진우, 550억 규모 유상증자 결정…윈팩, 28%대 '급락', 한국경제, 2024년 2월 29일
7. ↑  황유건, M&A '승자의 저주'인가…어보브반도체 적자 전환, 영업손실 151억, 뉴스웨이브, 2024년 2월 26일